# 松島勇気
松島 勇気（まつしま ゆうき、1977年12月12日 - ）は、日本のミュージカル俳優および振付師である。劇団四季所属。

## 来歴
1983年、保育園に在園していた5歳の時に日本初演を迎えたキャッツを観劇しミストフェリーズ役に憧れを持った。しかし母親がバレエ指導者をしていたがバレエを始めたのは中学校2年の時である。小学校高学年から高校にかけて芸能事務所に所属し数々のTV、CM、舞台に出演。
その後日本芸術高等学園3年のときに劇団四季のオーディションを受けるが不合格だった。高校在学中には銀座セゾン劇場に於いてジャイルス・ブロック演出、緒方拳主演のシェイクスピア・リチャード三世にエリザベス妃（久野 綾希子）の息子役で出演している。高校卒業後は日本芸術専門学校を経て谷桃子バレエ団に入団しバレエダンサーとして活動していた。2002年4月第59回東京新聞・全国舞踊コンクール、パドドゥ部門に於いて第1位受賞。日本バレエ協会賞、バレエ奨励賞、文部科学大臣賞、東京都知事賞を受賞している。
2002年に四季オーデションに合格し、2003年にアンデルセンでデビューを果たした。四季に入団1年半後には憧れであったミュージカルキャッツのミストフェリーズ役で出演を果たした。その後も多くの作品に出演し、2011年2月に始まった『クレイジー・フォー・ユー』全国公演では主役の一人ボビー・チャイルド役にキャスティングされ同年4月24日に、2012年4月30日に『ウィキッド』名古屋公演にてフィエロ役、2013年2月7日に『キャッツ』広島公演にてマンカストラップ役としてそれぞれデビューした。
加藤敬二の退団後は振付師としても活動を始め、以降は振付師としての活動がメインとなっており、舞台出演が激減している。

## 出演履歴
- キャッツ（ミストフェリーズ・マンカストラップ）
- ウエストサイド物語（リフ・ベルナルド）
- アンデルセン（ニールス・アンサンブル）
- 青い鳥（犬のチロー）
- 55ステップス（ダンスパート）
- コンタクト（ウェイター長・召使い）
- コーラスライン（リチー）
- クレイジー・フォー・ユー（ボビー・チャイルド）
- ウィキッド（フィエロ）
- 劇団四季ソング&ダンス60 感謝の花束（ダンスパート）
- 劇団四季FESTIVAL！扉の向こうへ（ダンスパート）
- アラジン (カシーム)
- パリのアメリカ人 （ジェリー・マリガン)

## 振付作品
- ロボット・イン・ザ・ガーデン（2020年）
- はじまりの樹の神話〜こそあどの森の物語〜（2021年）